# Fête de la Gastronomie
Fête de la Gastronomie is een evenement in Frankrijk dat voor het eerst werd gehouden in 2011. Sinds 2019 is de naam gewijzigd in Goût de France.
Het werd opgezet door het ministerie van Economie en Financiën. De organisatie wordt door een staatssecretariaat gestimuleerd in samenwerking met het ministerie voor Landbouw.
Tijdens het evenement worden culinaire activiteiten in het hele land georganiseerd. Het groeide met de jaren, tot in 2015 inmiddels meer dan tienduizend activiteiten. In 2017 trok het meer dan drie miljoen bezoekers.